# Корсмен
Корсмен (фр. Courcemain) насеље је и општина у североисточној Француској у региону Шампањ-Арден, у департману Марна која припада префектури Еперне.
По подацима из 2011. године у општини је живело 136 становника, а густина насељености је износила 13,65 становника/km². Општина се простире на површини од 9,96 km². Налази се на средњој надморској висини од 83 метара.

## Демографија
| 1962. | 1968. | 1975. | 1982. | 1990. | 1999. | 2011. |
| ----- | ----- | ----- | ----- | ----- | ----- | ----- |
| 171   | 173   | 160   | 144   | 114   | 112   | 136   |

График промене броја становника у току последњих година